# Бошко Ралич
Бошко Ралич (сербохорв. Boško Ralić, 25 листопада 1904, Плашки — 17 жовтня 1978, Белград) — югославський футболіст, що грав на позиції правого півзахисника.
Виступав, зокрема, за клуб «Конкордія» (Загреб), а також національну збірну Югославії. Дворазовий чемпіон Югославії.

## Клубна кар'єра
Виступав у складі загребського клубу «Конкордія». В 1930 році виграв з командою перший в її історії титул чемпіона Югославії. Для потрапляння до фінального турніру клуб посів друге місце у  чемпіонаті Загреба, а потім у кваліфікації переміг «Ілірію» з Любляни. У фінальній шістці «Конкордія» набрала 15 очок, на два випередивши «Югославію» і «Хайдук». На рахунку Ралича 9 матчів у фінальному турнірі й один у кваліфікації.
У 1931 році став з командою срібним призером чемпіонату, зігравши у фінальному турнірі 10 матчів, у яких забив 3 голи.
В 1932 році вдруге став чемпіоном країни. «Конкордія» посіла друге місце у кваліфікаційній групі, поступившись «Хайдуку». Фінальний турнір цього разу проводився за кубковою системою. Клуб переміг у чвертьфіналі «Вікторію» (Загреб) (3:0 і 7:3), а у півфіналі белградську «Югославію» (0:0, 6:1). У фіналі «Конкордія» двічі перемогла «Хайдук» з однаковим рахунком 2:1.
Загалом у фінальному турнірі чемпіонату Югославії зіграв 62 матчі і забив 5 голів.

## Виступи за збірну
У 1932 році дебютував в офіційних матчах у складі національної збірної Югославії у матчі проти Іспанії (1:2). У 1933 році у ролі капітана брав участь у матчах Балканського кубка, що проходив у Бухаресті. Югославія перемогла збірні Греції (5:3) і Болгарії (4:0), але поступилась у вирішальній грі господарям румунам (0:5), посівши друге місце.
Протягом кар'єри у національній команді, яка тривала 2 роки, провів у формі головної команди країни 6 матчів.
У 1930—1935 роках виступав у складі збірної Загреба, за яку зіграв 12 матчів

## Тренерська кар'єра
У 1947—1948 роках тренував Металац (Белград). Після чого перебрався в команду «Црвена Звезда», де працював з юнацькими командами. По завершенні сезону 1953/54 був призначений головним тренером першої команди, змінивши Любишу Брочича. Пропрацював з командою до грудня 1954 року, поступившись місцем Миловану Чиричу.
В кінці 50-х років тренував клуби «Напредак» (Крушевац) і «Бор». З січня 1960 року повернувся до «Црвена Звезда», але працював з резервною командою. Був відомою особистістю серед гравців і вболівальників «червоно-білих», залишився в спогадах як хороший фахівець та дуже добра людина.
Помер на пенсії восени 1976 року у віці 73 років.
| Дата       | Місто   | Господарі  | Результат | Гості     | Турнір            | Голи | Примітки        |
| ---------- | ------- | ---------- | --------- | --------- | ----------------- | ---- | --------------- |
| 24.04.1932 | Ов'єдо  | Іспанія    | 2 – 1     | Югославія | товариський матч  | -    |                 |
| 03.05.1932 | Лісабон | Португалія | 3 – 2     | Югославія | товариський матч  | -    |                 |
| 29.05.1932 | Загреб  | Югославія  | 0 – 3     | Польща    | товариський матч  | -    |                 |
| 26.06.1932 | Белград | Югославія  | 7 – 1     | Греція    | Балканський кубок | -    | Капітан команди |
| 30.06.1932 | Белград | Югославія  | 2 – 3     | Болгарія  | Балканський кубок | -    | Капітан команди |
| 03.07.1932 | Белград | Югославія  | 3 – 1     | Румунія   | Балканський кубок | -    | Капітан команди |
| Усього     |         | Матчів     | 6         |           | Голів             | 0    |                 |

## Титули і досягнення
- Чемпіон Югославії (2):

«Конкордія»: 1930, 1932
- Срібний призер чемпіонату Югославії (1):

«Конкордія»: 1931
- Срібний призер Балканського кубка (1):

Югославія: 1933